# Corneilla (affluent de l'Aude)
La Corneilla est une  rivière du sud de la France qui coule dans le département de l'Aude en région Occitanie, et un affluent gauche de l'Aude.

## Géographie
La Corneilla est une rivière qui prend sa source dans le Razès sur la commune de Festes-et-Saint-André et se jette dans l'Aude en rive gauche sur la commune de Limoux dans le département de l'Aude.
La longueur de son cours d'eau est de 21,6 km.

### Communes traversées

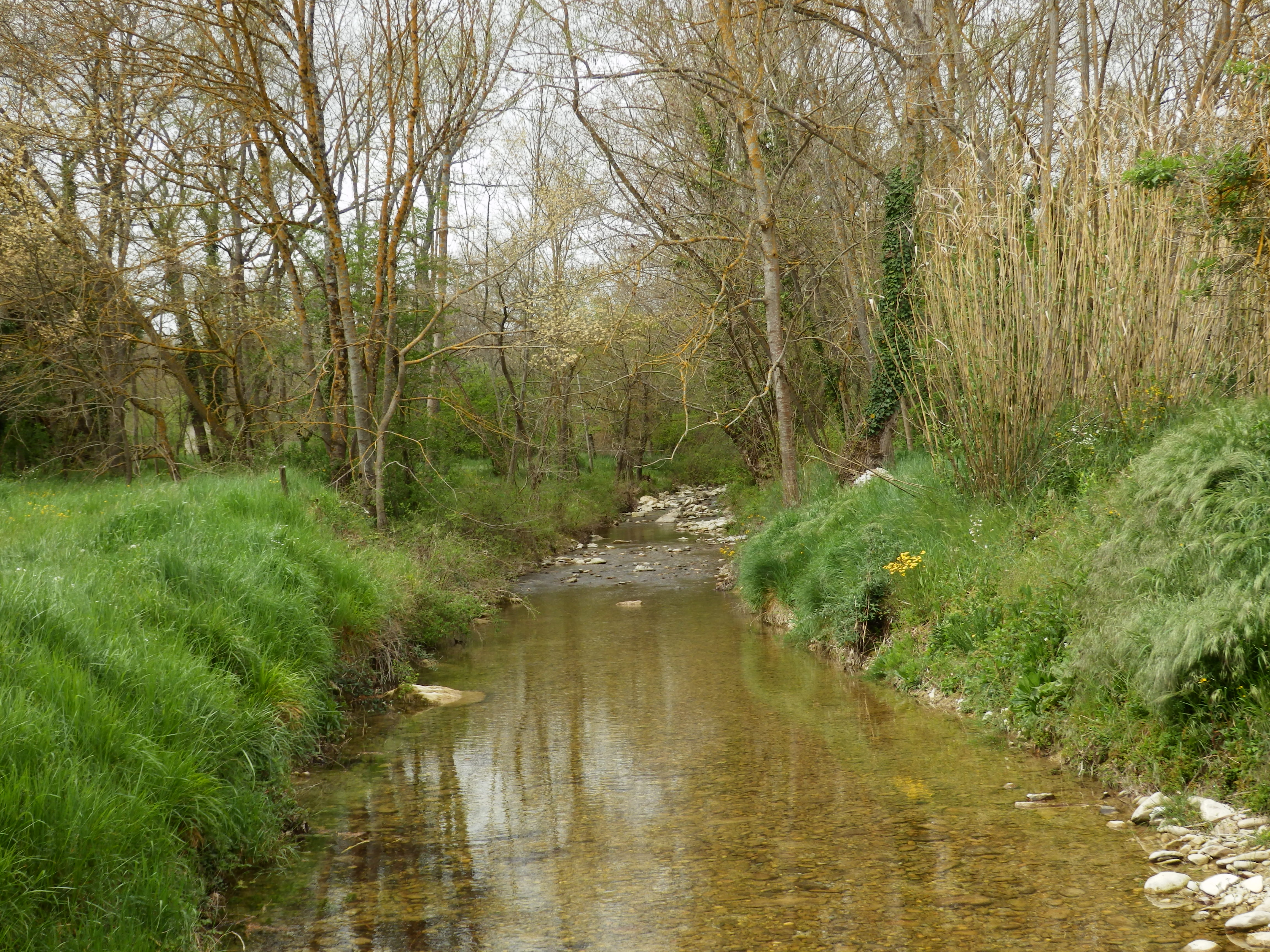
La Corneilla à Bouriège

La Corneilla traverse sept communes toutes dans le département de l'Aude : Festes-et-Saint-André, Bourigeole, Bouriège, Magrie, Roquetaillade, Cournanel et Limoux.

## Affluents
La Corneilla a neuf tronçons affluents contributeurs référencés dont :
- le Merle : 2,5 km
- le Rec de Lafage  : 2,1 km
- le Ruisseau de Bourigeole : 6,4 km
- le Ruisseau d'Aigues Caudes : 1,5 km
- le Ruisseau du Gourga : 2,1 km
- le Ruisseau de Las Fournes : 1,6 km
- le Ruisseau du Causse : 2,6 km
- le Ruisseau du Bac de Brau : 2,3 km
- le Ruisseau de Rabouillet : 1,1 km
- le Rec de l'Arjalaga : 2,2 km